# Сан-Джузеппе-да-Копертино (титулярная церковь)
Титулярная церковь Сан-Джузеппе-да-Копертино (лат. Titulus Sancti Iosephi a Cupertino) — титулярная церковь была создана Папой Франциском 14 февраля 2015 года. Титул принадлежит церкви Сан-Джузеппе-да-Копертино, расположенной в зоне Рима Чеккиньола, на виа Джениери.

## Список кардиналов-священников титулярной церкви Сан-Джузеппе-да-Копертино
- Хосе Луис Лакунса Маэстрохуан — (14 февраля 2015 — по настоящее время).